# Zamárdi
Zamárdi is een plaats (város) en gemeente in het Hongaarse comitaat Somogy. Zamárdi telt 2298 inwoners (2001).
Zamárdi is ook al enkele jaar de thuishaven van het "Balaton Sound Festival".